# U-96 (1940)
U-96 – niemiecki okręt podwodny typu VII C z okresu II wojny światowej. Okręt wszedł do służby w 1940.

## Historia
Okręt odbył 11 patroli bojowych, podczas których zatopił 28 statków o łącznej pojemności 190 094 BRT i uszkodził 4 (33 043 BRT). Uczestniczył w operacjach przeciwko alianckim konwojom. Od 1 kwietnia 1943 służył jako jednostka treningowa i szkolna.
Podczas całej swojej służby na okręcie nie zginął żaden załogant, co było swego rodzaju ewenementem w Kriegsmarine.
Wycofany ze służby 15 lutego 1945. Zatopiony 30 marca 1945 w porcie Wilhelmshaven w Dolnej Saksonii (Niemcy) podczas amerykańskiego nalotu. 
Przeżycia Lothara-Günthera Buchheima, który uczestniczył w jednym z rejsów pod komendą Heinricha Lehmanna-Willenbrocka jako korespondent wojenny, zainspirowały go do napisania powieści, na podstawie której powstał film Das Boot.